# Simon Pagenaud
Simon Pierre Michel Pagenaud (Poitiers, 18 de maio de 1984) é um automobilista francês.
Entre 2002 e 2003, correu na Fórmula Renault francesa, e de 2002 a 2004 disputou a série Eurocup da categoria. Foi para a divisão 3.5 Series em 2005 e terminou a temporada na décima-sexta colocação.
Em 2016 conquistou o título da Fórmula Indy pela Equipe Penske sendo o primeiro francês a ganhar um título na IndyCar Series.
Em 2019 o francês venceu pela primeira vez  a tradicional prova das 500 Milhas de Indianápolis.

## Fórmula Atlantic
Em 2006, Pagenaud competiu na Fórmula Atlantic, obtendo o título em sua única temporada na categoria. Competindo pela Walker, o francês venceu apenas uma prova, conquistou seis pódios, e derrotou o norte-americano Graham Rahal, obtendo uma vantagem de 16 pontos sobre o filho de Bobby Rahal.

## Champ Car

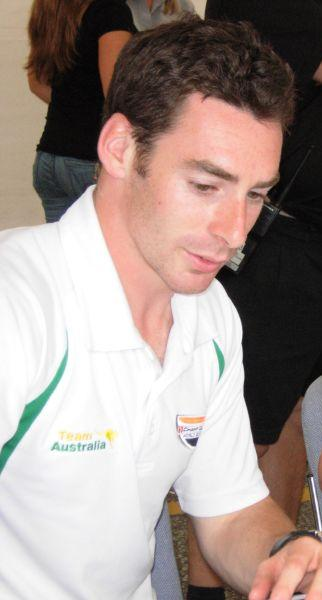
Simon Pagenaud em 2007, quando corria pela Team Australia, na extinta Champ Car.

Em 2007, Pagenaud assinou com a Team Australia para disputar a temporada da Champ Car daquele ano. Seu companheiro de equipe seria o australiano Will Power, atualmente piloto da Penske na IndyCar.
Teve um bom desempenho na temporada, ficando seis vezes entre os cinco primeiros colocados, mas não subiu nenhuma vez ao pódio. Marcou 232 pontos, terminando na oitava colocação. Com o anúncio da extinção da Champ Car, Pagenaud não encontrou vaga para disputar as últimas provas da categoria, nem após a unificação.

## American Le Mans Series
Em 2008 competiu na American Le Mans Series dividindo a direção do Acura ARX-01b LMP2 cda equipe De Ferran Motorsports com o campeão da CART Gil de Ferran, dono da equipe. Terminou a temporada na 14ª posição no campeonato de pilotos. Em 2009 terminaram a temporada em segundo na categoria LMP2, 17 pontos atrás dos piltos David Brabham e Scott Sharp, campeões pela equipe Highcroft Racing. Levaram o ARX-01 a 5 vitórias e 3 poles nas 10 corridas da temporada.

## Le Mans
Pagenaud disputou quatro edições das 24 Horas de Le Mans, estreando em 2008, pela Oreca-Matmut. Tendo como companheiros de time o suíço Marcel Fässler e o ex-piloto de Fórmula 1 Olivier Panis, terminou em 44º lugar na classificação geral, e em vigésimo na classe LMP1.
Na edição de 2011, chegou em segundo lugar, pilotando um Peugeot 908, e tendo como companheiros o compatriota Sébastien Bourdais e o português Pedro Lamy, com quem Pagenaud havia corrido em 2010.

## IndyCar

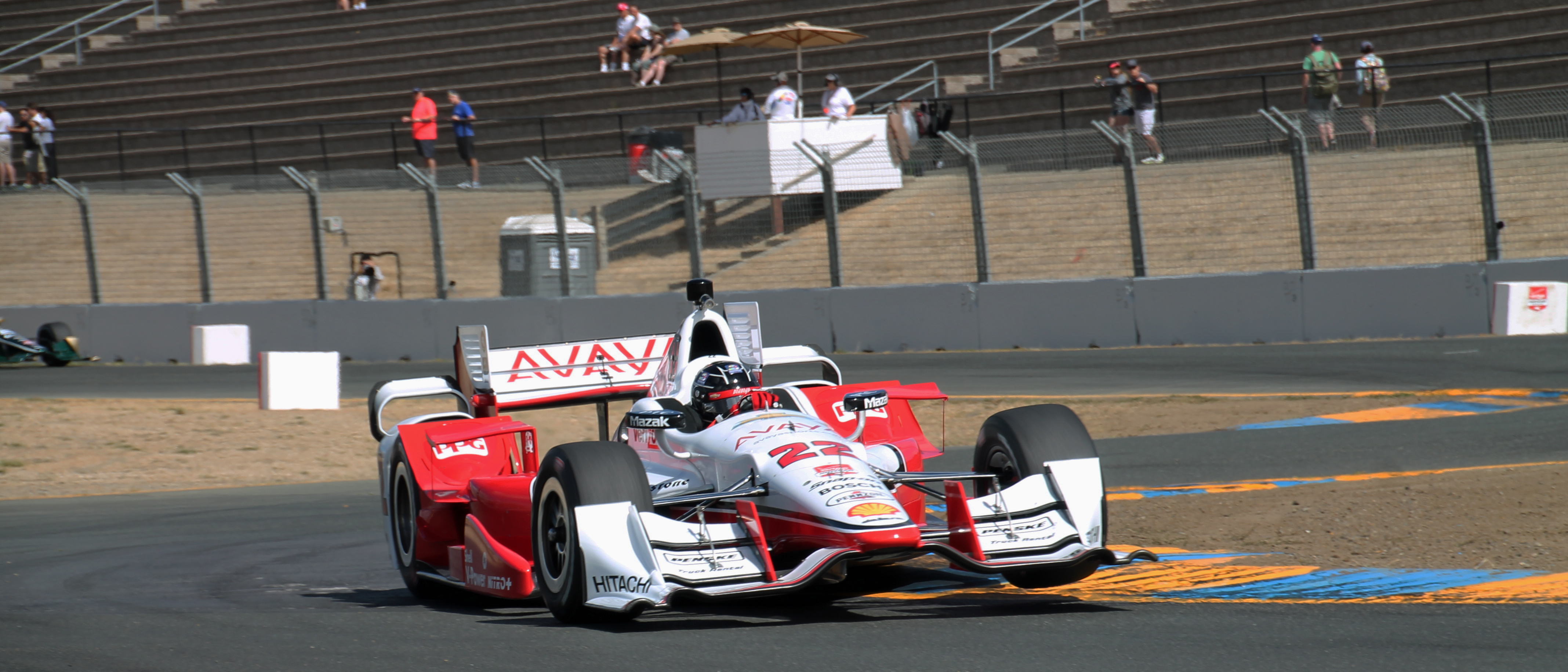
Carro de Simon Pagenaud na IndyCar em 2015.

Na IndyCar, Pagenaud correu três provas da temporada de 2011, estreando no GP do Alabama, pela Dreyer & Reinbold, substituindo a brasileira Bia Figueiredo. Terminou em oitavo lugar. Correria pela mesma equipe no GP de Mid-Ohio, desta vez chegando em décimo-terceiro.
Voltaria a pilotar na Indy pela equipe HVM Racing, sucedendo a suiça Simona de Silvestro, que teve problemas com o sistema de imigração. No GP de Sonoma, fechou em décimo-quinto lugar.

### Resultados na IndyCar Series

#### IndyCar Series
| Ano  | Equipe                                   | Chassi        | Motor     | 1      | 2      | 3      | 4      | 5       | 6       | 7      | 8      | 9      | 10     | 11     | 12     | 13     | 14     | 15     | 16     | 17    | 18     | 19     | Pos | Pts  |
| ---- | ---------------------------------------- | ------------- | --------- | ------ | ------ | ------ | ------ | ------- | ------- | ------ | ------ | ------ | ------ | ------ | ------ | ------ | ------ | ------ | ------ | ----- | ------ | ------ | --- | ---- |
| 2011 | Dreyer & Reinbold Racing                 | Dallara IR-05 | Honda     | STP    | ALA 8  | LBH    | SAO    | INDY    | TXS     | TXS    | MIL    | IOW    | TOR    | EDM    | MDO 13 | NHM    |        |        |        |       |        |        | 31º | 56   |
| 2011 | HVM Racing                               | Dallara IR-05 | Honda     |        |        |        |        |         |         |        |        |        |        |        |        |        | SNM 15 | BAL    | MOT    | KTY   | LVS1 C |        | 31º | 56   |
| 2012 | Schmidt–Hamilton Motorsports             | Dallara DW12  | Honda     | STP 6  | ALA 5  | LBH 2  | SAO 12 | INDY 16 | DET 3   | TXS 6  | MIL 12 | IOW 5  | TOR 12 | EDM 20 | MDO 3  | SNM 7  | BAL 3  | FON 15 |        |       |        |        | 5º  | 387  |
| 2013 | Schmidt Peterson Hamilton HP Motorsports | Dallara DW12  | Honda     | STP 24 | ALA 6  | LBH 8  | SAO 9  | INDY 8  | DET 12  | DET 1  | TXS 13 | MIL 12 | IOW 6  | POC 6  | TOR 9  | TOR 12 | MDO 2  | SNM 5  | BAL 1  | HOU 4 | HOU 6  | FON 13 | 3º  | 508  |
| 2014 | Schmidt Peterson Motorsports             | Dallara DW12  | Honda     | STP 5  | LBH 5  | ALA 4  | IMS 1  | INDY 12 | DET 22  | DET 6  | TXS 4  | HOU 16 | HOU 1  | POC 6  | IOW 11 | TOR 4  | TOR 22 | MDO 9  | MIL 7  | SNM 3 | FON 20 |        | 5º  | 565  |
| 2015 | Team Penske                              | Dallara DW12  | Chevrolet | STP 5  | NLA 20 | LBH 4  | ALA 9  | IMS 25  | INDY 10 | DET 3  | DET 14 | TXS 11 | TOR 11 | FON 9  | MIL 9  | IOW 14 | MDO 3  | POC 7  | SNM 16 |       |        |        | 11º | 384  |
| 2016 | Team Penske                              | Dallara DW12  | Chevrolet | STP 2  | PHX 2  | LBH 1  | ALA 1  | IMS 1   | INDY 19 | DET 13 | DET 2  | ROA 13 | IOW 4  | TOR 9  | MDO 1  | POC 18 | TXS 4  | WGL 7  | SNM 1  |       |        |        | 1º  | 659  |
| 2017 | Team Penske                              | Dallara DW12  | Chevrolet | STP 2  | LBH 5  | ALA 3  | PHX 1  | IMS 4   | INDY 14 | DET 16 | DET 5  | TXS 3  | ROA 4  | IOW 7  | TOR 5  | MDO 4  | POC 4  | GTW 3  | WGL 9  | SNM 1 |        |        | 2º  | 629  |
| 2018 | Team Penske                              | Dallara DW12  | Chevrolet | STP 13 | PHX 10 | LBH 24 | ALA 9  | IMS 8   | INDY 6  | DET 17 | DET 10 | TXS 2  | ROA 7  | IOW 8  | TOR 2  | MDO 8  | POC    | GTW    | POR    | SNM   |        |        | 7º* | 334* |

| Anos | Equipes | Corridas | Poles | Vitórias | Top 5 | Top 10 | Campeonatos |
| ---- | ------- | -------- | ----- | -------- | ----- | ------ | ----------- |
| 7    | 4       | 104      | 8     | 11       | 46    | 71     | 1           |

### Resultados de Pagenaud nas500 Milhas de Indianápolis
| Ano  | Chassi  | Motor     | Classificação | Resultado | Equipe                                   |
| ---- | ------- | --------- | ------------- | --------- | ---------------------------------------- |
| 2012 | Dallara | Honda     | 23            | 16        | Schmidt–Hamilton Motorsports             |
| 2013 | Dallara | Honda     | 21            | 8         | Schmidt Peterson Hamilton HP Motorsports |
| 2014 | Dallara | Honda     | 5             | 12        | Schmidt Peterson Hamilton Motorsports    |
| 2015 | Dallara | Chevrolet | 3             | 10        | Penske                                   |
| 2016 | Dallara | Chevrolet | 8             | 19        | Penske                                   |
| 2017 | Dallara | Chevrolet | 23            | 14        | Penske                                   |
| 2018 | Dallara | Chevrolet | 2             | 6         | Penske                                   |
| 2019 | Dallara | Chevrolet | 1             | 1         | Penske                                   |
| 2020 | Dallara | Chevrolet | 25            | 22        | Penske                                   |
| 2021 | Dallara | Chevrolet | 26            | 3         | Penske                                   |
| 2022 | Dallara | Honda     | 16            | 8         | Meyer Shank Racing                       |
| 2023 | Dallara | Honda     | 22            | 25        | Meyer Shank Racing                       |

## Links
- (em francês) Site oficial